# Міжнародний день солідарності людей
Міжнаро́дний день соліда́рності люде́й (англ. International Human Solidarity Day, ісп. Día Internacional de la Solidaridad Humana, фр. la Journée internationale de la solidarité humaine) — свято, яке відзначається щорічно 20 грудня, починаючи з 2006 року.

## Історія свята
Міжнародний день солідарності людей проголосила Генеральна Асамблея ООН у резолюції, присвяченій проведенню першого Десятиріччя ООН з боротьби за ліквідацію злиднів. Резолюція ООН посилається на Декларацію тисячеліття, в якій зазначено, що в 21 столітті солідарність буде однією з фундаментальних цінностей людства.
Солідарність — це єдність переконань і дій, взаємодопомога та підтримка членів соціальної групи, засновані на спільності інтересів та необхідності досягнення спільних групових цілей, взаємна відповідальність.